# Baia di Donegal
La baia di Donegal (in inglese Donegal Bay; in gaelico irlandese: Bá Dhún na nGall) è la più larga insenatura in Irlanda; è situata nella zona sud-occidentale del Donegal, in Irlanda, ma bagna anche la costa del Leitrim e una piccola porzione di quella settentrionale della Contea di Sligo. Nella sua parte più interna sono collocate la foce del fiume Eske e la cittadina che le dà il nome, Donegal Town.

## Geografia
Caratterizzata da una forma a mezza luna e affacciata sull'Oceano Atlantico, inizia da sud dallo zoccolo che la divide dalla Baia di Sligo e termina a nord-ovest con la penisola di Slieve League, che forma delle scogliere tra le più alte d'Europa, più precisamente con la piccola baia di Trabane a Malin More.
Delle penisole che si insinuano nella baia, le principali sono, partendo da nord, Doorin Point, St.John's Point, un lungo e stretto braccio di terra tra Donegal e Killybegs, capo Muckros, e Slieve League. Dopo Donegal, verso sud, Kildoney Point e Roskeeragh Point. Al largo delle coste c'è la piccola Inishmurray.

## Economia e Turismo
La baia di Donegal è un'importante zona di pesca, specialmente per tonni e salmoni, e non a caso Killybegs è il porto di pesca più importante del paese. Notevole importanza ha anche il turismo: se la zona meridionale è l'area d'Irlanda più apprezzata per il surf, specialmente nelle vaste spiagge di Rossnowlagh e Bundoran, la zona nord-occidentale è visitata da un numero considerevole di turisti attratti dall'area gaeltacht di Glencolmcille e dalla natura selvaggia delle Slieve League. Da Donegal Town parte quotidianamente una imbarcazione per turisti che fa il giro della baia.

## Centri abitati sulla baia

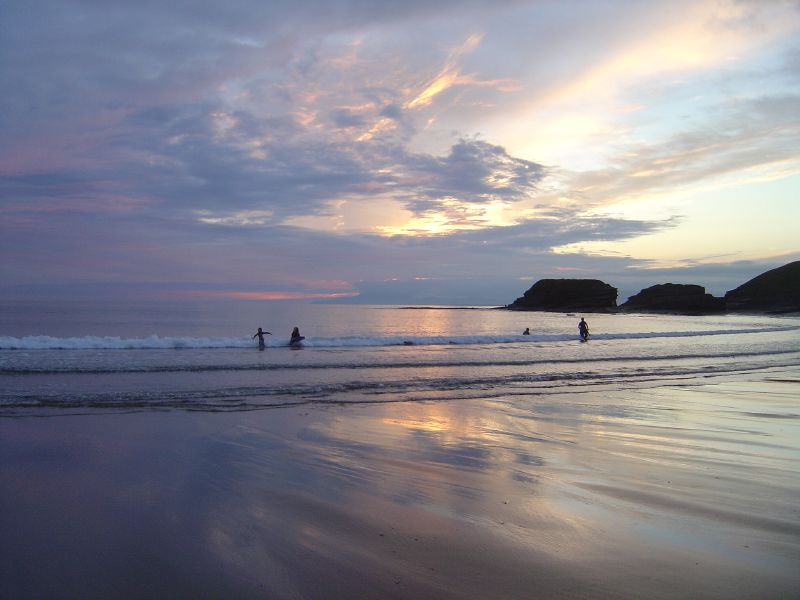
Spiaggia di Bundoran

- Donegal
- Killybegs
- Ballyshannon
- Bundoran
- Coolmore
- Mountcharles
- Mullaghmore
- Rossnowlagh
- Single Street
- Tullaghan

## Fiumi che sfociano nella baia
- Drowes (tra Bundoran e Tullaghan)
- Erne (a Ballyshannon)
- Eske (a Donegal Town)

## Isole della baia
- Isle of St. Ernan
- Belle's Isle

## Coordinate geografiche
54°40′N 8°04′W
- Latitudine: 54° 40' Nord (54.67)
- Longitudine: 8° 04' Ovest (-9.07)
- NWS buoy: 62093 M4